# Donnaldsoncythere hiwasseensis
Donnaldsoncythere hiwasseensis är en kräftdjursart som först beskrevs av Hobbs och Walton 1961.  Donnaldsoncythere hiwasseensis ingår i släktet Donnaldsoncythere och familjen Entocytheridae. Inga underarter finns listade i Catalogue of Life.